# Hodenc-en-Bray
Hodenc-en-Bray ist eine französische Gemeinde mit 484 Einwohnern (Stand 1. Januar 2022) im Département Oise in der Region Hauts-de-France. Die Gemeinde liegt im Arrondissement Beauvais und ist Teil der Communauté de communes du Pays de Bray und des Kantons Grandvilliers.

## Geographie
Die Gemeinde liegt am Rand der Landschaft Pays de Bray nördlich von Lachapelle-aux-Pots am Bach Ru d’Evaux, einem kleinen linken Zufluss des Avelon. Zur Gemeinde gehören der Weiler La Place und verschiedene vereinzelte Gehöfte.

## Einwohner
| 1962 | 1968 | 1975 | 1982 | 1990 | 1999 | 2006 | 2011 |
| ---- | ---- | ---- | ---- | ---- | ---- | ---- | ---- |
| 365  | 310  | 277  | 313  | 382  | 423  | 436  | 476  |

## Sehenswürdigkeiten
- Kirche Saint-Denis mit Langhaus aus dem 14. Jahrhundert, einer Taufe aus dem 11. Jahrhundert und einem Hochchor in flamboyanter Gotik aus dem ersten Viertel des 16. Jahrhunderts[1] (siehe auch: Liste der Monuments historiques in Hodenc-en-Bray)

Kirche Saint-Denis
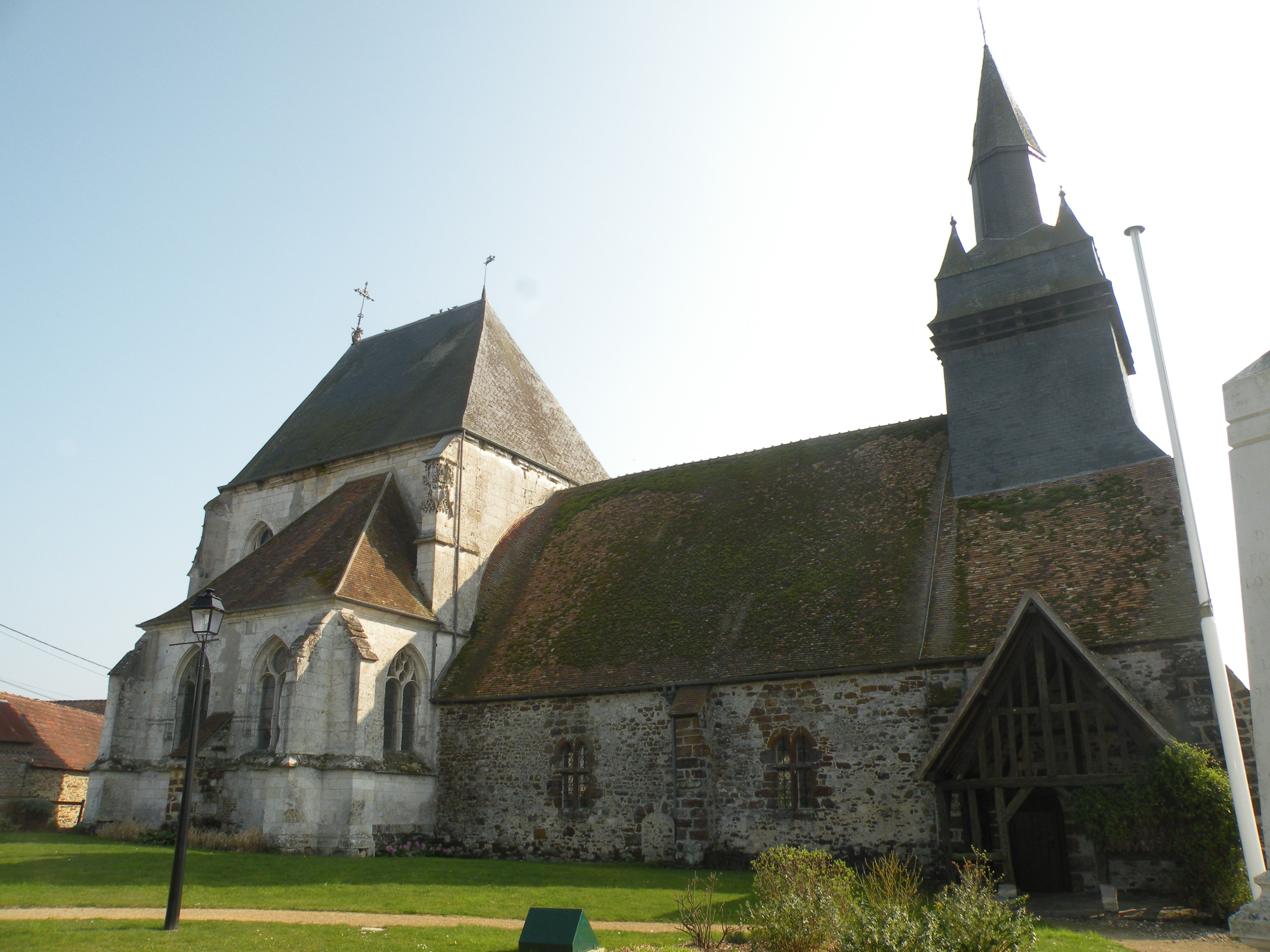
Kirche Saint-Denis
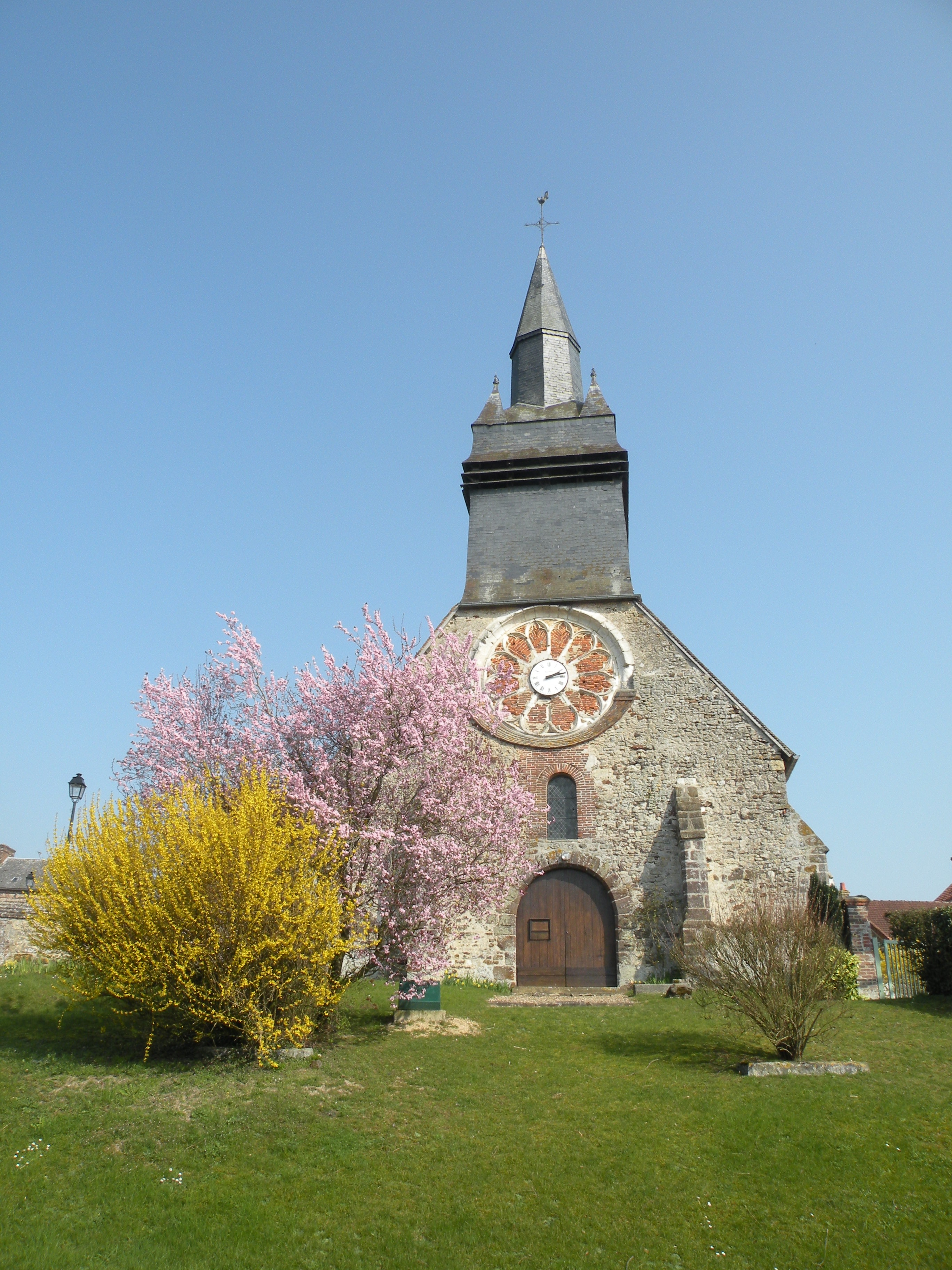
Westfassade
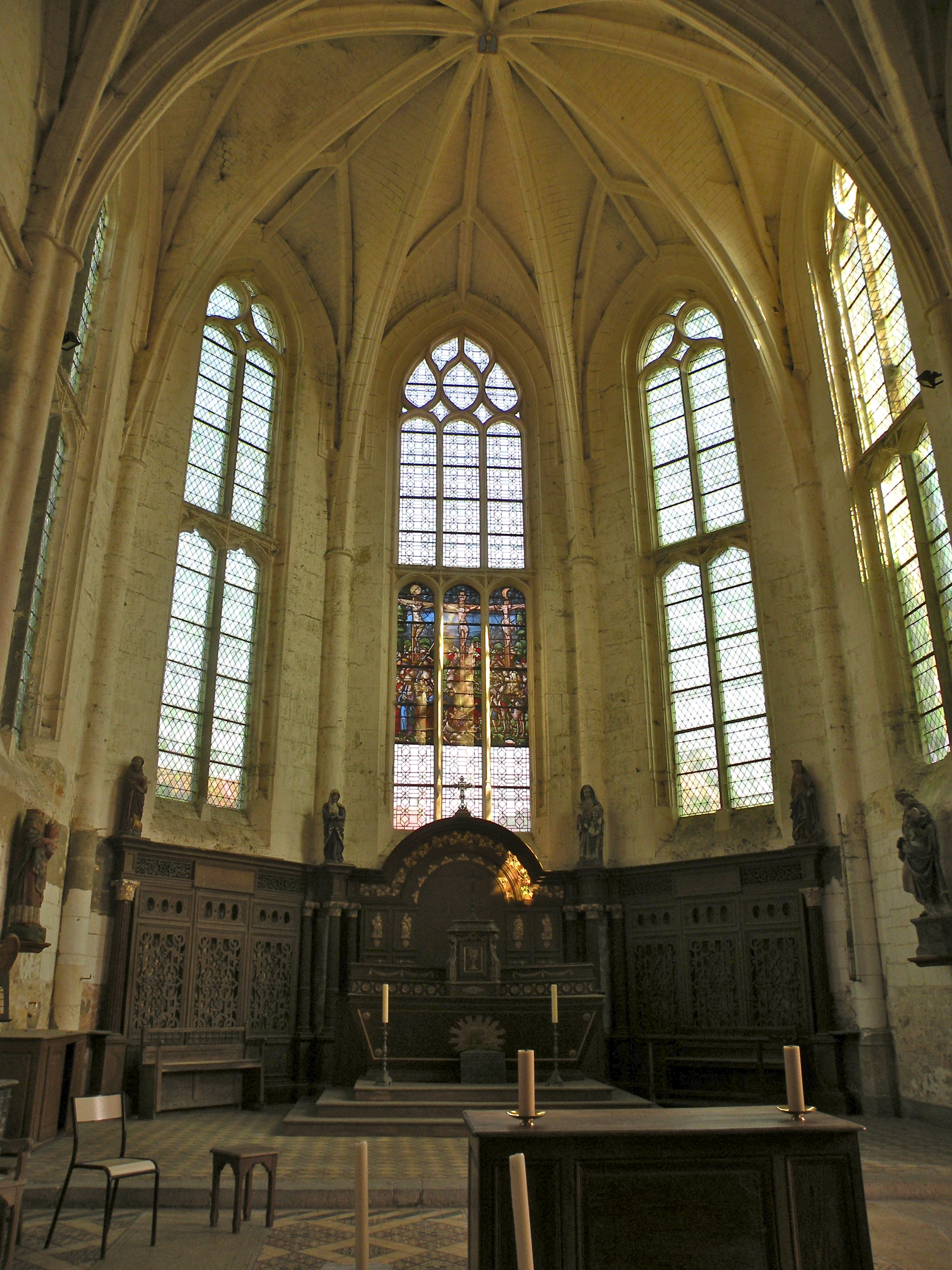
Chorapsis
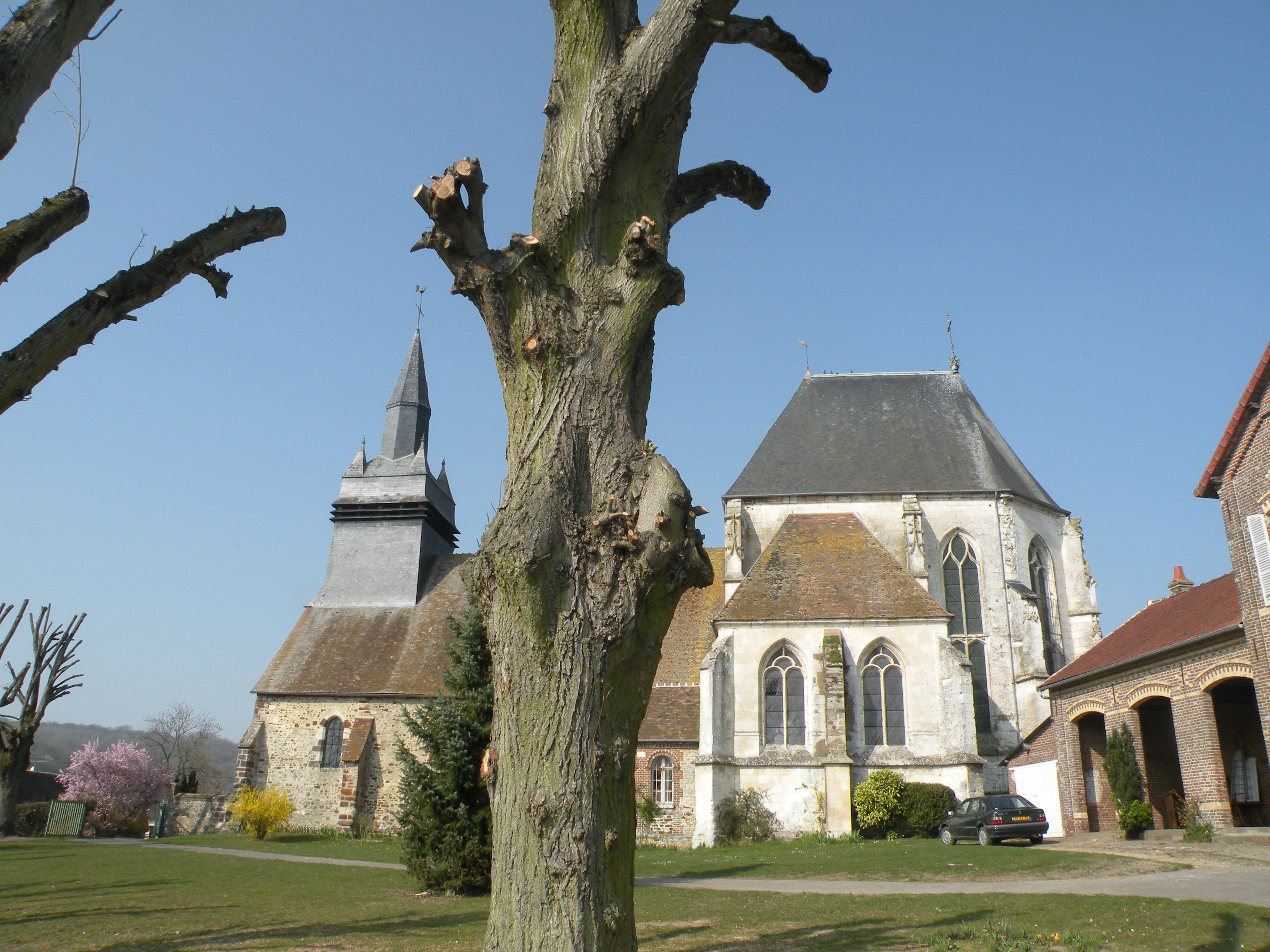
Ansicht der Kirche von Süden

## Persönlichkeiten
- Petrus Cantor (ca. 1130–1197), römisch-katholischer Theologe der Scholastik und Kantor
- Guy Patin (1601–1672), Gelehrter und Arzt, hier geboren.